# 네이선 이스트
네이선 이스트(영어: Nathan East, 1955년 12월 8일 ~ )는 미국의 베이스 기타 연주자이다.
포플레이의 구성원이며, 세션 연주자로도 유명해 에릭 클랩튼, 마이클 잭슨, 조 새트리아니, 조지 해리슨, 필 콜린스, 스티비 원더, 토토, 다프트 펑크, 허비 행콕의 공연에 함께했다.